# پوتشاید
پوتشاید (به لوکزامبورگی: Pëtscht) یک شهرداری در شهر ویاندن کشور دوک‌نشین لوکزامبورگ است که ۲۷٫۱۳ کیلومترمربع مساحت دارد و جمعیت آن در سال ۲۰۰۹ میلادی ۷۷۰ نفر بوده‌است.

## بخش‌ها
این شهرداری ۱۱ بخش یا زیرمجموعه دارد که عبارتند از:
- بیولز (Biwels)
- بیولز میلن (Biwelser Millen)
- گرولجن (Grooljen)
- گروئستین (Groesteen)
- هوشترهاف (Houschterhaff)
- میرشنت (Mierschent)
- نوئشتمانشت (Nuechtmanescht)
- پوتشاید (Pëtscht) مرکز
- پول (Poul)
- اشتولزبورگ (Stolzebuerg)
- وایلر (Weiler)

## تاریخچه جمعیت
تاریخچه رشد جمعیت این شهرداری در جدول زیر آمده‌است  :
| سال  | جمعیت |
| ---- | ----- |
| ۱۸۲۱ | ۷۸۰   |
| ۱۸۵۱ | ۱۱۰۹  |
| ۱۸۸۰ | ۱۲۶۵  |
| ۱۹۱۰ | ۱۰۵۳  |
| ۱۹۳۵ | ۹۲۱   |
| ۱۹۴۷ | ۷۷۵   |
| ۱۹۶۰ | ۱۰۳۴  |
| ۱۹۷۰ | ۶۶۰   |
| ۱۹۸۱ | ۶۰۰   |
| ۱۹۹۱ | ۶۵۷   |
| ۲۰۰۱ | ۷۱۶   |
| ۲۰۰۴ | ۷۹۴   |
| ۲۰۰۷ | ۸۹۳   |
| ۲۰۱۰ | ۹۵۸   |
| ۲۰۱۱ | ۹۷۴   |